# Vladas Mironas
Vladas Mironas (ur. 22 czerwca 1880 roku w Kłodziszkach koło Rakiszek, zm. 18 lutego 1953 we Włodzimierzu nad Klaźmą) – litewski ksiądz rzymskokatolicki i polityk, premier niepodległej Litwy w latach 1938–1939.
Już w młodości zaangażowany w litewski ruch niepodległościowy, wziął w 1905 roku udział w obradach wielkiego sejmu litewskiego w Wilnie. Wybrany do Taryby został jej drugim przewodniczącym (1918). Po odzyskaniu przez Litwę niepodległości wycofał się z polityki, pełniąc posługę kapłańską.
W 1926 roku wszedł do Sejmu III kadencji (1926–1927) z listy chrześcijańskiej demokracji. W 1938 roku prezydent Smetona powierzył mu urząd premiera republiki. W 1941 roku na krótko aresztowany przez władze sowieckie, ponownie uwięziony w 1945 roku. Wypuszczono go pod warunkiem współpracy z NKWD, jednak po dwóch latach znów aresztowany i wywieziony do Włodzimierza nad Klaźmą, gdzie zmarł w więzieniu.